# Tổng thống Armenia
Tổng thống Armenia (tiếng Armenia: Հայաստանի Նախագահ, Hayastani Nakhagah) là nguyên thủ quốc gia của Armenia, có nhiệm vụ bảo vệ độc lập và toàn vẹn lãnh thổ của Armenia. Tổng thống do Quốc hội Armenia bầu với nhiệm kỳ bảy năm. Theo hệ thống nghị viện của Armenia, Tổng thống chỉ là một nhân vật đứng đầu và nắm giữ các nhiệm vụ nghi lễ, với hầu hết các quyền lực chính trị được trao cho Nghị viện và Thủ tướng.

## Danh sách Tổng thống Armenia
|   | Tên (Sinh–Mất)                  | Chân dung | Năm đắc cử | Bắt đầu nhiệm kỳ     | Kết thúc nhiệm kỳ            | Đảng phái                  |
| - | ------------------------------- | --------- | ---------- | -------------------- | ---------------------------- | -------------------------- |
| 1 | Levon Ter-Petrosyan (sinh 1945) |           | 1991 1996  | 11 tháng 11 năm 1991 | 3 tháng 2 năm 1998 (Từ chức) | Phong trào dân tộc Armenia |
| 2 | Robert Kocharyan (sinh 1954)    |           | 1998 2003  | 4 tháng 2 năm 1998   | 9 tháng 4 năm 2008           | Độc lập                    |
| 3 | Serzh Sargsyan (sinh 1954)      |           | 2008 2013  | 9 tháng 4 năm 2008   | 9 tháng 4 năm 2018           | Đảng Cộng hòa              |
| 4 | Armen Sarkissian (sinh 1952)    |           | 2018       | 9 tháng 4 năm 2018   | 1 tháng 2 năm 2022 (Từ chức) | Độc lập                    |
| - | Alen Simonyan (sinh 1980)       |           | -          | 1 tháng 2 năm 2022   | 13 tháng 5 năm 2022          | Hợp đồng Dân sự            |
| 5 | Vahagn Khachaturyan (sinh 1959) |           | 2022       | 13 tháng 5 năm 2022  | Đương nhiệm                  | Độc lập                    |